# 桜井三男 (ジャーナリスト)
櫻井 三男（さくらい みつお、1926年（大正15年）4月17日 - 2006年（平成18年）4月）は、日本のジャーナリスト、実業家。
上毛新聞元専務・論説委員長。上毛新聞TRサービス元取締役。
長男は元総務事務次官の櫻井俊。孫は嵐のメンバーの櫻井翔。

## 経歴
群馬県出身。父は太田市出身の教師。1948年（昭和23年）旧制新潟高等学校文科甲類を卒業。1949年（昭和24年）名古屋大学法経学部を中退。1950年（昭和25年）上毛新聞社に入社。入社後は報道部長、企画室長、高崎支社編集局長を経て、1974年（昭和49年）同社取締役に就任。1977年（昭和52年）同社常務を経て、1989年（平成元年）同社専務・論説委員長に就任。
2006年（平成18年）に80歳で死去。

## 人物
趣味は音楽鑑賞。

## 家族・親族
- 妻・智加子（1927年（昭和2年）7月17日生）
- 長男・俊（1953年（昭和28年）12月14日生）
- 孫・翔（1982年（昭和57年）1月25日生）

兄は櫻井次男。1918年12月9日、群馬県生まれ。旧制第一高等学校を経て、1942年9月に東京帝国大学法学部政治学科を卒業。高等文官試験に合格し商工省（現経済産業省）に入省すると同時に、海軍短期現役制度で海軍経理学校に入校。翌年に主計中尉となり海防隊の主計長として勤務、その翌年に大尉と役職が上がり、輸送船を護衛する海防艦を何隻か乗り換え、終戦の年の昭和20年3月29日、ベトナム東岸沖で乗艦が米空軍機に撃沈され戦死した。